# Elizabeth Mpagi Bahigeine
Elizabeth Mpagi Bahigeine (nhũ danh Elizabeth Mpagi), cũng Elizabeth Mpagi-Bahigeine, là một luật sư và thẩm phán Uganda, là Phó Chánh án Uganda từ năm 2010 cho đến khi nghỉ hưu vào năm 2012. Ngay trước khi được bổ nhiệm làm phó chánh án, bà là Tư pháp Tòa phúc thẩm Uganda, cũng là Tòa án Hiến pháp của Uganda.

## Bối cảnh và giáo dục
Bà có bằng Cử nhân Luật, lấy từ Đại học Đông Phi, trước khi nó trở thành Đại học Makerere. Bà cũng có bằng Cao đẳng về Thực Hành Pháp Lý từ Trung Tâm Phát triển Luật tại Kampala, thủ đô và thành phố lớn nhất của Uganda. Bà sinh ra ở miền Trung Uganda năm 1942. Bà đã đạt được tuổi nghỉ hưu bắt buộc là 70 năm vào năm 2012, khi bà nghỉ Tòa phúc thẩm.

## Nghề nghiệp
Bà lần đầu tiên được bổ nhiệm vào vị trí thẩm phán vào năm 1988. Dịch vụ của bà trong ngành Tư pháp Uganda liên quan đến dịch vụ trong hệ thống tòa án tối cao của đất nước, với tư cách một Thẩm phán của Tòa án Tối cao Uganda. Từ đó, bà được bổ nhiệm vào Tòa phúc thẩm / Tòa án Hiến pháp năm 2010 và đã nghỉ hưu từ năm 2012, ở tuổi 70. Tại thời điểm bổ nhiệm bà vào chức vụ Phó Chánh án (DCJ) năm 2010, bà là công lý cao cấp nhất tại Tòa phúc thẩm. Tại Uganda, DCJ là người đứng đầu Tòa án Phúc thẩm / Tòa án Hiến pháp và không phải là thành viên của Tòa án Tối cao Uganda.